# Angel (canção de Madonna)
"Angel" é uma canção da cantora e compositora estadunidense Madonna, contida em seu segundo álbum de estúdio, Like a Virgin (1984). Stephen Bray e Madonna compuseram a música, que foi um dos primeiros compostos do álbum. Segundo Madonna, ela foi inspirada na história de uma garota que se apaixona por um anjo depois de ser salva por ele. Em alguns países, foi publicado como um maxi single com "Into the Groove" e entrou em várias tabelas musicais. Foi planejado fazer um videoclipe para a obra, mas a ideia nunca se tornou realidade; em vez disso, trechos de vídeos anteriores da cantora, como "Borderline" e "Like a Virgin" foram usados para promover o single no Reino Unido.
"Angel" foi lançada pela Sire Records, como o terceiro single do Like a Virgin, em 10 de abril de 1985. Quanto à composição musical, a canção possui um gancho ascendente de três acordes, presente nas estrofes e no coro. Apresenta harmonias de vogais que acompanham o refrão principal e a carta reitera a imagem angelical do salvador de Madonna. Ele recebeu críticas mistas: alguns o consideraram um clássico, enquanto outros sentiram que ele não alcançou o padrão dos singles anteriores da cantora. "Angel" se tornou o quinto single consecutivo de Madonna no top 5 da Billboard Hot 100 e ficou em primeiro lugar em suas tabelas de dance music. Ele também entrou em primeiro lugar na Austrália e no top 5 das tabelas do Canadá, Espanha, Irlanda, Japão, Nova Zelândia e Reino Unido. Madonna cantou a música ao vivo apenas uma vez, em sua turnê The Virgin Tour (1985), onde ocorreram as únicas interpretações da faixa em sua carreira.

## Antececedentes e lançamento
Madonna e Steve Bray compuseram "Angel" e foram lançados mundialmente em 10 de abril de 1985. A intérprete explicou a Bray que estava procurando por um álbum mais forte e voltado para o pop, que deveria se refletir em suas músicas. Essa foi uma das primeiras músicas que foram escritas para o material; Madonna comentou que a música era sobre uma garota "deprimida com alguma coisa. Um anjo apareceu e curou sua alma, o que a fez se apaixonar loucamente por ele. [...] Isso é algo que eu senti quando era jovem e achei que essa experiência seria uma história interessante para uma música do álbum". Madonna gravou a música em abril de 1984, mas o projeto foi adiado, com grande frustração de sua parte, porque seu álbum de estreia continuou vendendo cópias e os produtores não consideraram necessário acelerar o novo lançamento. No começo, seria o primeiro single do álbum, mas Madonna mudou de ideia depois de terminar a gravação de "Like a Virgin". No final, ela se tornou o terceiro single lançado em formato maxi single de 12 polegadas "com a música "Into the Groove" de seu filme Desperately Seeking Susan de 1985, como lado B.
Madonna originalmente planejava lançar um videoclipe para "Angel", mas como naquela época havia cinco gravações da artista com ampla difusão, a Warner Bros. e Madonna decidiram que não deveriam saturar os canais de música com mais um. A gravadora fez um compacto promocional do tema com cenas dos vídeos de "Burning Up", "Borderline", "Lucky Star", "Like a Virgin" e "Material Girl", que foram ao ar no Reino Unido. Isso foi incluído nas compilações dos vídeos promocionais It's That Girl e She's Breathless.

## Composição
"Angel" começa com uma risada e um eco que se move da esquerda para a direita. É baseado em um gancho ascendente consistindo de uma seqüenciamento de três acordes, presente nas estrofes e no coro. Possui frases de dois compassos e é interpretado em um ritmo médio de 120 batidas por minuto; O ritmo constante dá à música um som semelhante aos temas da banda americana Machine. A melodia é composta à sombra do sol maior e o registro vocal da cantora abarca desde a nota acentuada de sol em direção a nota grave se si♭ maior. A faixa tem uma sequência básica de ré 7 menor–mi 7 menor–fá–re 7 menor–mi 7–fa como progressão harmônica. No começo, Madonna canta em um registro grave e depois passa para um registro agudo no verso: "Eu posso ver nos seus olhos". Alfred Soto opinou em um artigo de revista Stylus que esta frase vem da canção "Death Disco" (1979), a banda britânica Public Image Ltd. A música inclui harmonias vocais no refrão principal e termina com o riso inicial, enquanto a música desaparece gradualmente. A letra reitera constantemente a imagem angelical do salvador de Madonna. Além disso, o remix estendido possui efeitos de interrupção e som.

## Análise da crítica
Rikky Rooksby, autor de Madonna: The Complete Guide to Her Music, disse que "Angel" é uma música "inferior à soma de suas partes". Santiago Fouz-Hernández e Freya Jarman-Ivens, Madonna's Drowned Worlds: New Approaches to Her Cultural Transformations, consideraram que "a linha de sintetizadores de pizzicatos que abre "Angel" era um efeito clássico de Madonna". John Leland revista Spin chamou de uma nova versão do single anterior de Madonna, "Lucky Star" (1984), com uma melodia e ritmo ainda mais fracos. [...] "Angel" é [um exemplo de] Nile Rodgers fazendo o que faz de melhor: transformar um produto ruim em uma máquina de fazer dinheiro". Stephen Thomas Erlewine, de Allmusic, se referiu à faixa como "um grande [canção] dance-pop padrão". Sal Cinquemani, da Slant Magazine, o descreveu com a palavra "açucarado". Também da Slant Magazine, Eric Henderson disse que "["Angel"] funciona melhor sendo lembrado no meio do caminho, para que ele possa continuar a redescobri-lo várias vezes". Em sua crítica a Like a Virgin em 1995, Dave Karger, da Entertainment Weekly, sentiu que o single era "um pouco imaturo e repetitivo". Joe Lynch, da revista Billboard, colocou-o na vigésima nona posição no ranking das 100 melhores músicas da artista; Ele enfatizou que era "uma joia tristemente subestimada de seu segundo álbum". Na mesma publicação, Chuck Arnold considerou a sexta melhor música de Like a Virgin e escreveu:
Lançado como o terceiro single de Like a Virgin, ["Angel"] teve a honra dúbia de ter um lado B superior como "Into the Groove", um dos clássicos de Madonna. [...] Mesmo assim, a música alcançou o número 5 na Billboard Hot 100 com a força de uma vertigem irresistível que começa com esses sintetizadores e risadinhas no começo.
Alfred Soto, da Stylus Magazine, comentou que "Angel" é especialmente espetacular, complementando que "sem dúvida a cúspide das realizações de Rodgers desde o tempo em que esteve na Chic. [...] Consegue destacar, mais efetivamente do que os outros dois singles, a superficialidade determinada de Madonna, um estilo que incomoda as pessoas ignorantes hoje em dia e que dificultava a valorização de suas habilidades musicais ainda mais do que valorizavam. Era difícil para os críticos reconhecerem Cyndi Lauper como a verdadeira charlatana". Nancy Erlich, da Billboard, chamou de "technopop romântico e nada conflitante. [...] O reinado [de Madonna] ainda era a principal obsessão da imprensa de 85". Leo Tassoni, escritor de Madonna (1993), disse: "É uma mistura de estilo romântico com música emocionante". O autor J. Randy Taraborrelli opinou em seu livro Madonna: An Intimate Biography, que o álbum Like a Virgin "provaca com músicas como "Dress You Up", "Material Girl", "Angel" e a faixa título do álbum". A música foi mencionada no livro The All Music Guide to Electronica: The Definitive Guide to Electronic Music, junto com "Dress You Up", "True Blue", "Who's That Girl" e "Causing a Commotion", Como "vários dos maiores sucessos que não estão presentes no [álbum de compilação] The Immaculate Collection (1990).

## Apresentações ao vivo
A música foi apresentada como parte da The Virgin Tour de Madonna, em 1985; foi a quinta música do setlist. Madonna usava um top transparente azul, revelando seu característico sutiã preto. Ela também tinha perneiras rendadas e crucifixos ao redor da orelha e do pescoço. Quando ela terminou a vigorosa apresentação de "Everybody", as luzes foram diminuídas e a música de introdução da música começou. Luzes giratórias caíram no palco. Madonna apareceu sentada no topo da escada e desceu gradualmente. Durante a ponte intermediária, ela e seus dançarinos se moviam energicamente por todo o palco, enquanto balões brancos caíam sobre eles.. Madonna continuou cantando enquanto as luzes se apagavam novamente. Ela terminou a apresentação e desapareceu atrás das asas para trocar de roupa. "Angel" não apareceu no lançamento final do vídeo caseiro Live - The Virgin Tour.

## Formatos eremixes
| CD Single alemão |                              |         |  |
| N.º              | Título                       | Duração |  |
| 1.               | "Angel" (Extended Dance Mix) | 6:13    |  |
| 2.               | "Into the Groove"            | 4:44    |  |

| Lista de faixas |                          |         |  |
| N.º             | Título                   | Duração |  |
| 1.              | "Angel"                  | 3:40    |  |
| 2.              | "Angel" (Dance Mix Edit) | 4:56    |  |

| Single de 12" americano e australiano |                                |         |  |
| N.º                                   | Título                         | Duração |  |
| 1.                                    | "Angel" (Extended Dance Remix) | 6:15    |  |
| 2.                                    | "Into the Groove"              | 4:43    |  |

| Single de 7" britânico/europeu |                                   |         |  |
| N.º                            | Título                            | Duração |  |
| 1.                             | "Angel"                           | 3:40    |  |
| 2.                             | "Burning Up" (versão alternativa) | 4:48    |  |

| Single de 12" britânico/europeu |                                   |         |  |
| N.º                             | Título                            | Duração |  |
| 1.                              | "Angel" (Extended Dance Remix)    | 6:15    |  |
| 2.                              | "Burning Up" (versão alternativa) | 4:48    |  |

## Créditos e equipe
- Madonna –  escritora, vocal, vocal de apoio
- Steve Bray – escritor
- Nile Rodgers – produtor, guitarras
- Jimmy Bralower – programação de bateria
- Rob Sabino – sintetizador de baixo, sintetizadores variados
- Curtis King – vocal de apoio
- Frank Simms – vocal de apoio
- George Simms – vocal de apoio
- Herb Ritts – vocal de apoio
- Jeri McManus – design

Créditos adaptados das notas do álbum Like a Virgin.

## Desempenho comercial

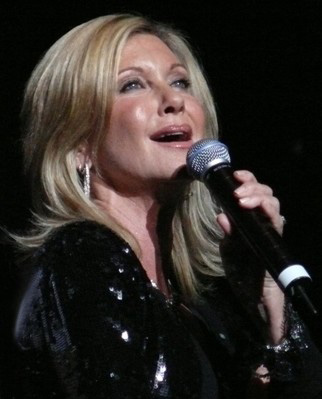
Con "Angel", Madonna ingualou-se a Olivia Newton-John (foto) como a artista femenina com mais singles entre os cinco primeiros na Billboard Hot 100 naquele momento.

Após seu lançamento, "Angel" estreou no Billboard Hot 100 no número 48 da edição de 27 de abril de 1985, enquanto seu single anterior "Crazy for You" estava no número dois na tabela. Após dez semanas, "Angel" alcançou uma posição de pico no número cinco na tabela. A música igualou Madonna com Olivia Newton-John, como a artista feminina a ter cinco singles consecutivos no Hot 100 da época. "Angel" estreou na parada Adult Contemporary na edição de 11 de maio de 1985, e atingiu um pico de cinco. A música estreou no número 40 na tabela de músicas do Hot Dance Club Songs em 1º de junho de 1985, Ele também figurou em várias tabelas da Billboard, onde chegou ao topo das vendas da tabela da Hot Dance Singles Sales e da Hot R&B/Hip-Hop Songs na posição 71. Em 30 de julho de 1985, "Angel" e "Into the Groove" foram certificados de ouro pela Recording Industry Association of America (RIAA) pela distribuição de um milhão de cópias nos Estados Unidos — o requisito para um single obter certificação de ouro antes de 1989. Foi o primeiro single de 12 polegadas a ser certificado em ouro, desde o "Double Dutch Bus" (1981) de Frankie Smith."Angel / Into the Groove" ficou em 81º lugar no ranking de final de ano de 1985, com Madonna se tornando a maior artista pop do ano.
No Canadá, a música estreou em 4 de maio de 1985 no número 80 na tabela de singles da RPM. Após oito semanas, a música atingiu um pico de cinco na tabela. "Angel" esteve presente na tabela por 25 semanas e ficou em número 56 na contagem de final de ano da RPM de 1985. A música foi lançada no Reino Unido com "Burning Up" como seu lado B e estreou no número dez na UK Singles Chart em 9 de setembro de 1985. Atingiu um pico de cinco na próxima semana e esteve presente por um total de 12 semanas na tabela. De acordo com a Official Charts Company, a música vendeu 205,000 cópias lá. Na Austrália, "Angel" foi um single combinado com "Into the Groove" e liderou a tabela do Kent Music Report por quatro semanas. Foi o segundo single mais vendido de 1985 na Austrália. A música alcançou o top 20 nas tabelas da Bélgica, Irlanda, Holanda, Nova Zelândia e Suíça e na tabela European Hot 100 Singles.

### Tabelas semanais
| Tabela musical (1985)                 | Melhor posição |
| ------------------------------------- | -------------- |
| Alemanha (GfK Entertainment Charts)   | 31             |
| Austrália (Kent Music Report)         | 1              |
| Bélgica (Ultratop de Flandres)        | 20             |
| Canadá (RPM Single Chart)             | 5              |
| Espanha (PROMUSICAE)                  | 2              |
| Estados Unidos (Adult Contemporary)   | 5              |
| Estados Unidos (Billboard Hot 100)    | 5              |
| Estados Unidos (Hot Dance Club Songs) | 1              |
| Estados Unidos (R&B/Hip-Hop Songs)    | 71             |
| Europa (European Hot 100 Singles)     | 14             |
| Irlanda (IRMA)                        | 3              |
| Islândia (RÚV)                        | 11             |
| Nova Zelândia (Recorded Music NZ)     | 2              |
| Países Baixos (Single Top 100)        | 46             |
| Reino Unido (UK Singles Chart)        | 5              |
| Suíça (Schweizer Hitparade)           | 17             |

| Tabela musical (1985)                               | Posição |
| --------------------------------------------------- | ------- |
| Australia (Kent Music Report) com "Into the Groove" | 2       |
| Canadá (RPM)                                        | 56      |
| Estados Unidos (Top Pop Singles)                    | 81      |
| Nova Zelândia (Recorded Music NZ)                   | 21      |

| Região                                         | Certificação | Vendas     |
| ---------------------------------------------- | ------------ | ---------- |
| Estados Unidos (RIAA)                          | Ouro         | 1,000,000^ |
| ^distribuições baseadas apenas na certificação |              |            |